# Nagy E. József
Nagy E. József írói nevei: Nagy E. József, Iosif E. Nagy, Jozefo E. Nagy (Érmihályfalva, 1951. május 30. –) eszperantista, romániai magyar vegyészmérnök, egyetemi docens, szakíró, műfordító.

## Élete
A partiumi Érmihályfalván született 1951. május 30-án. Iskoláit szülővárosában végezte, 1969-ben érettségizett. 1974-ben a bukaresti Politechnikai Főiskola Ipari Kémia Karán szerzett vegyészmérnöki diplomát. Pályafutását 1974 és 1978 között a bukaresti PAMID gumifeldolgozó vállalatnál kezdte, majd 1978–79-ben a zilahi gumiabroncsgyárban dolgozott. 1980-tól egyetemi oktató, majd egyetemi docens a bukaresti Politechnikai Főiskola Ipari Kémia Karán. Doktori címet 1998-ban szerzett.
Szakterülete a vegyi reaktorok modellezése, elsősorban a polimerizációs reaktorok modellezése és számítógépes szimulálása. Tudományos közleményei hazai és külföldi folyóiratokban, gyűjteményes kötetekben jelennek meg. Tudományos közleményekkel szerepel országos és nemzetközi szimpóziumokon és rendezvényeken. Egyetemi tankönyvek társszerzője. (Reactoare chimice. Studii de caz., 1991; Reacteurs chimiques, théorie et applications. 2001. Utóbbi társszerzője Grigore Bozga. 2009-től az MTA-KAB Bukaresti Tudományos Műhely tagja.
1970-ben kezdte tanulni az eszperantót, amelyet kiválóan elsajátított. Első írása 1981-ben a Paco című berlini eszperantó lapban jelent meg. Magyar és román irodalomból fordít eszperantóra és eszperantó irodalomból mindkét nyelvre. Útleírásokkal, műfordításokkal sorozatokban szerepel a Romániai Magyar Szóban (Szentistváni levelek, 1997. január 28. – augusztus 7.; Svájci kalandozások, 1998. január 20. – március 13.; Szivárvány, fordítások az eszperantó irodalomból, 1995. november 11. – 1996. június 22.). Versfordításai jelentek meg a nagyváradi Kelet–Nyugat hetilapban, a Kriterion Könyvkiadó bibliofil Eminescu-kötetében (1991). Társszerzője a Rumana Antologio című irodalmi gyűjteménynek, amely a Balkana Antologio című kötetben jelent meg Zágrábban (1990).

## Önálló kötetei
- Mihai Eminescu: Luceafărul – La Vesperstel, Eldonejo Bero, Berkeley, Kalifornia, USA, 2000
- Mia Antologio – Az én antológiám – Antologia mea (fordítások az eszperantó költészetéből. Eldonejo Bero, Berkeley, Kalifornia, USA 2001).